# 阿克罗蒂里 (考古遗址)
阿克羅蒂裡（希臘語：Ακρωτήρι）是希臘聖托里尼島（希臘語：Thira；古希臘語：Thēra）南部一處考古遺址。 1967年，考古學家 Spyridon Marinatos 發現了一座具有強烈米諾斯影響的基克拉澤斯文明之城市。 這座城市在其全盛時期遭遇米諾斯火山爆發而被掩埋，因此保存了3500多年，直到20世紀和21世紀才被發掘出來。被保存之建築和壁畫充分體現愛琴海文明在青銅時代之社會、經濟和文化。
發掘地點以今阿克羅蒂裡（Akrotiri）村命名。 它位於島上最古老的火山岩山丘上的挖掘地西北約700米處，以第四次十字軍東征時期之城堡廢墟為特色。